# Орден Святих Маврикія та Лазаря

Штандарт ордена

Орден Святих Маврикія та Лазаря (італ. Ordine dei Santi Maurizio e Lazzaro) — лицарський орден Савойського Дому та Італійського королівства. Утворено шляхом об'єднання Лицарського ордена Святого Маврикія та Ордена допомоги прокаженим Святого Лазаря.

## Історія

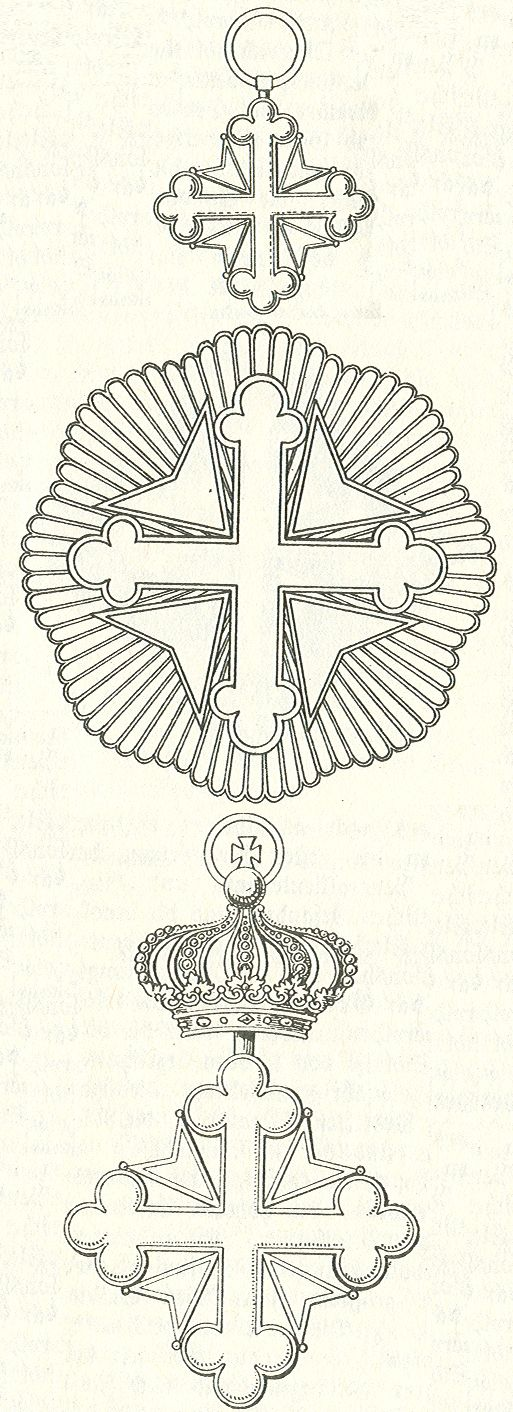
Знаки ордена

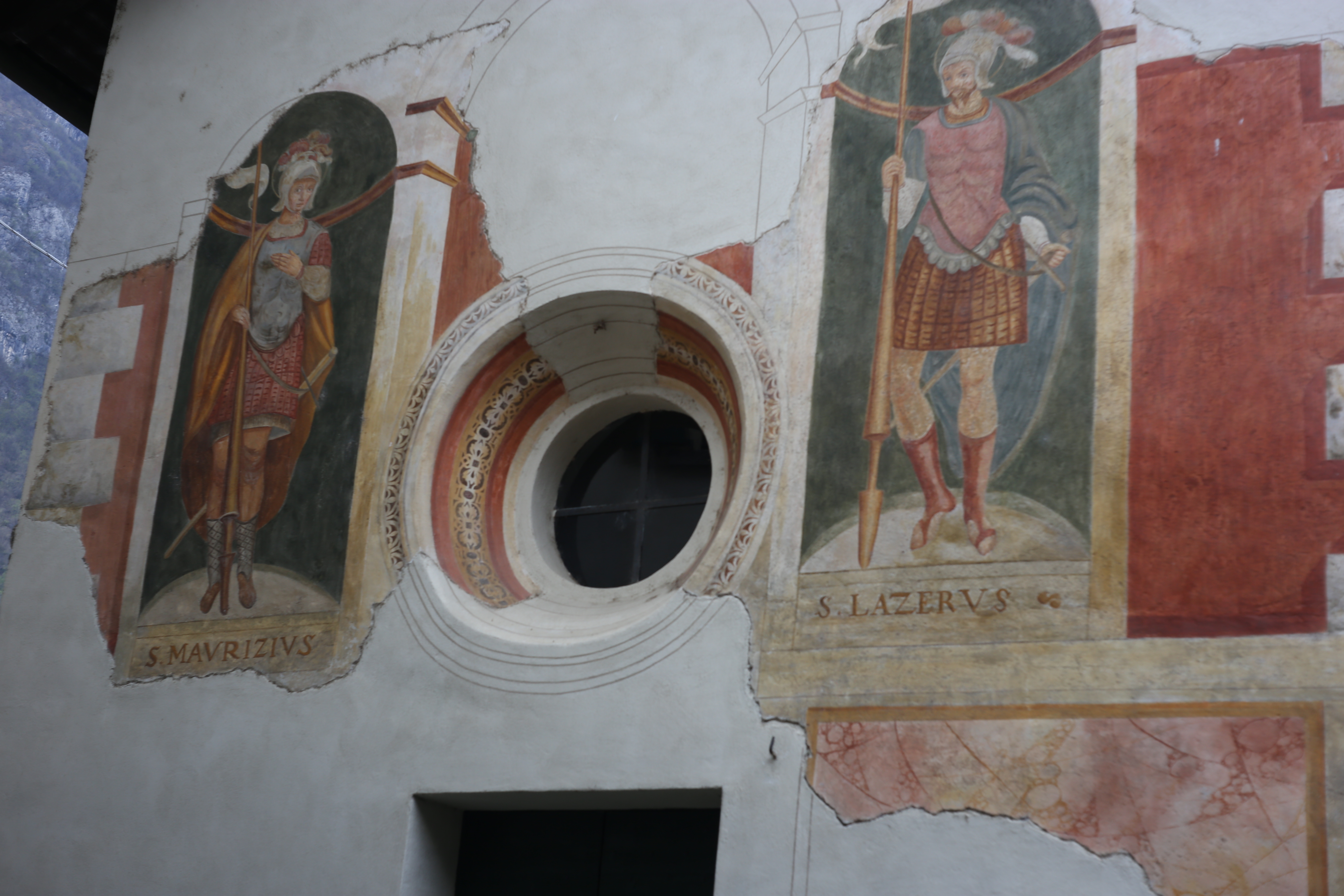
Церква Святих Моріса і Лазаря в замку римського періоду Льерна

Орден вважається найдавнішим, оскільки орден Святого Лазаря, як релігійний та лицарський орден, було засновано в Єрусалимському королівстві близько 1090 року. Орден призначався для опікування над хворими на проказу, та багато лицарів ордена були уражені цією хворобою. Після падіння Акри 1291 року лицарі Святого Лазаря залишили Святу землю та Єгипет і перемістились спочатку до Франції, потім, 1311 року — до Неаполя.
Орден Святого Маврикія було засновано 1434 року Амадеєм VIII Савойським.
Об'єднання обох орденів відбулось 1572 року за рішенням герцога Еммануїла Феліберта Савойського, підтвердженим буллою папи Григорія XIII.
В конституції нового ордена було встановлено, що кавалери повинні мати знатних пращурів не менш ніж у 4 поколіннях і прожити в конвенті не менше 5 років.
Карл Альберт Савойський відкрив доступ в орден для осіб незнатного походження, а Віктор Еммануїл II розділив орден на 5 традиційних класів:
- Кавалер Великого хреста (італ. Cavaliere di gran croce)
- Великий офіцер (італ. Grande ufficiale)
- Командор (італ. Commendatore)
- Кавалер-офіцер (італ. Ufficiale)
- Кавалер (італ. Cavaliere)

З того часу орден, продовжуючи займатись доброчинністю, має як свою основну функцію нагороду за заслуги.
На підставі пункту XIV тимчасового устрою та, зрештою, на підставі Конституції Італійської Республіки від 1 січня 1948 року орден визнавався як доброчинна організація. Відповідно до закону від 3 березня 1951 року Італія проголосила про ліквідацію на своїй території Ордена Святого Благовіщення й Ордена Корони Італії, а також про те, що нагородження Орденом Святого Маврикія та Лазаря на її території припиняється. Термінологія цього акту часто, помилково, в результаті невірних перекладів з італійської, розцінюється як пряма заборона цих орденів. 14 квітня 2006 року, у зв'язку із запровадженням нового законодавчого акту відносно протоколу й церемоніалу, деяка подоба заборонної норми відносно носіння знаків орденів Савойського Дому вийшла з ужитку, оскільки в новому законодавчому акті така норма відсутня. . При цьому Орден Святого Маврикія та Лазаря вже включений у довідник протоколу й церемоніалу Італійської Республіки, а також позначено правила носіння його знаків відносно до інших нагород
Багато юристів вважають, що будь-які положення статуту ордена можуть бути змінені тільки папською буллою, оскільки саме буллою його було започатковано. Це твердження базується на загальноприйнятій міжнародній правовій нормі, що ліквідувати нагороду може тільки джерело, яке її створило, або його законний спадкоємець (наступник). Італійська Республіка не була утворена з волі Умберто II, тому спадкоємцем його прав не є. Ґрунтуючись на цьому, Умберто II, а потім його син, Віктор Еммануїл, продовжили нагороджувати цим орденом та вручати відповідні знаки ордена.

## Орден в Італійській Республіці
Відповідно до закону від 21 січня 2005 року орден офіційно визнано як законно започаткований Умберто I.
За його традиціями в Італійській Республіці з ініціативи Інституту дослідження та лікування раку в Кандіоло навіть було створено доброчинну організацію, названу «Мавриціанський Орден», як організація, що діє в галузі охорони здоров'я.
Основні питання діяльності цієї організації вирішує Комітет, що складається з 5 членів:
1. представник голови Ради міністрів Італії (голова Комітету)
2. представник міністерства внутрішніх справ
3. представник міністерства культури
4. представник регіону П'ємонт
5. представник ординарія туринської єпархії

Комітет складає щорічну доповідь голові Ради міністрів Італії, який передає її відповідним парламентським комісіям.
Сама ця організація, хоч і базується на традиціях ордена Святого Маврикія та Лазаря, проте до нього жодного відношення не має.. Орден був і залишається династичним орденом Савойського Дому.

## Ступені ордена

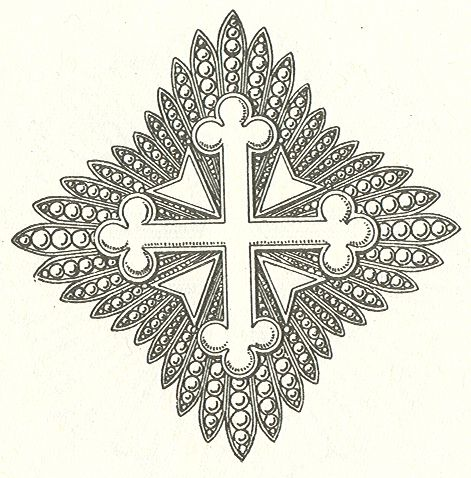
Зірка Великого офіцера

Орден Святих Маврикія та Лазаря поділяється на 5 традиційних класів для чоловіків і 3 класи для жінок.

### Орденські класи для чоловіків
Планки до 1946 року
- Кавалер Великого хреста
- Великий офіцер
- Командор
- Кавалер-офіцер
- Кавалер

Планки після 1946 року
- Кавалер Великого хреста
- Великий офіцер
- Командор
- Кавалер-офіцер
- Кавалер

### Орденські класи для жінок
- Дама Великого хреста (італ. Dama di Gran Croce)
- Дама-Командор (італ. Dama di Commenda)
- Дама (італ. Dama)